# Ternstroemia meiocarpa
Ternstroemia meiocarpa är en tvåhjärtbladig växtart som beskrevs av Clarence Emmeren Kobuski. Ternstroemia meiocarpa ingår i släktet Ternstroemia och familjen Pentaphylacaceae. Inga underarter finns listade i Catalogue of Life.